# 史榮椿
史榮椿（？—1859年6月25日），順天大興人。清朝武官。
由行伍洊升京營參將，歷從揚威將軍奕經、大學士賽尚阿軍中。繼從都統勝保剿太平軍，賜號洽希巴圖魯。咸豐五年（1855年），擢大名鎮總兵。 尋赴援河南、安徽，連破捻匪於鹿邑、歸德。調徐州鎮，破捻匪於宿州，又平毫州捻巢。咸豐八年（1858年），破捻匪於渦河南，擢直隸提督。從僧格林沁治天津海防。咸豐九年（1859年）6月25日第二次大沽口之战，英國兵艦犯海口，榮椿偕大沽協副將龍汝元力戰，中砲，与另外三十一人同歿於陣。予騎都尉兼雲騎尉世職，建專祠，諡忠壯。英法舰队损失惨重，撤退至上海。